# پم تیلیس
پم تیلیس (به انگلیسی: Pam Tillis)(زاده ۲۴ ژوئیه ۱۹۵۷) خواننده، ترانه‌سرا، بازیگر آمریکایی است.
از کارهای معروف او می‌توان به بازی در فیلم چیزی به نام عشق اشاره کرد.